# August Fredrik Palmfelt
August Fredrik Palmfelt, född 3 september 1767 i S:t Michel, död 20 april 1814 i Stockholm, var en svensk, sedermera rysk, militär och ämbetsman.

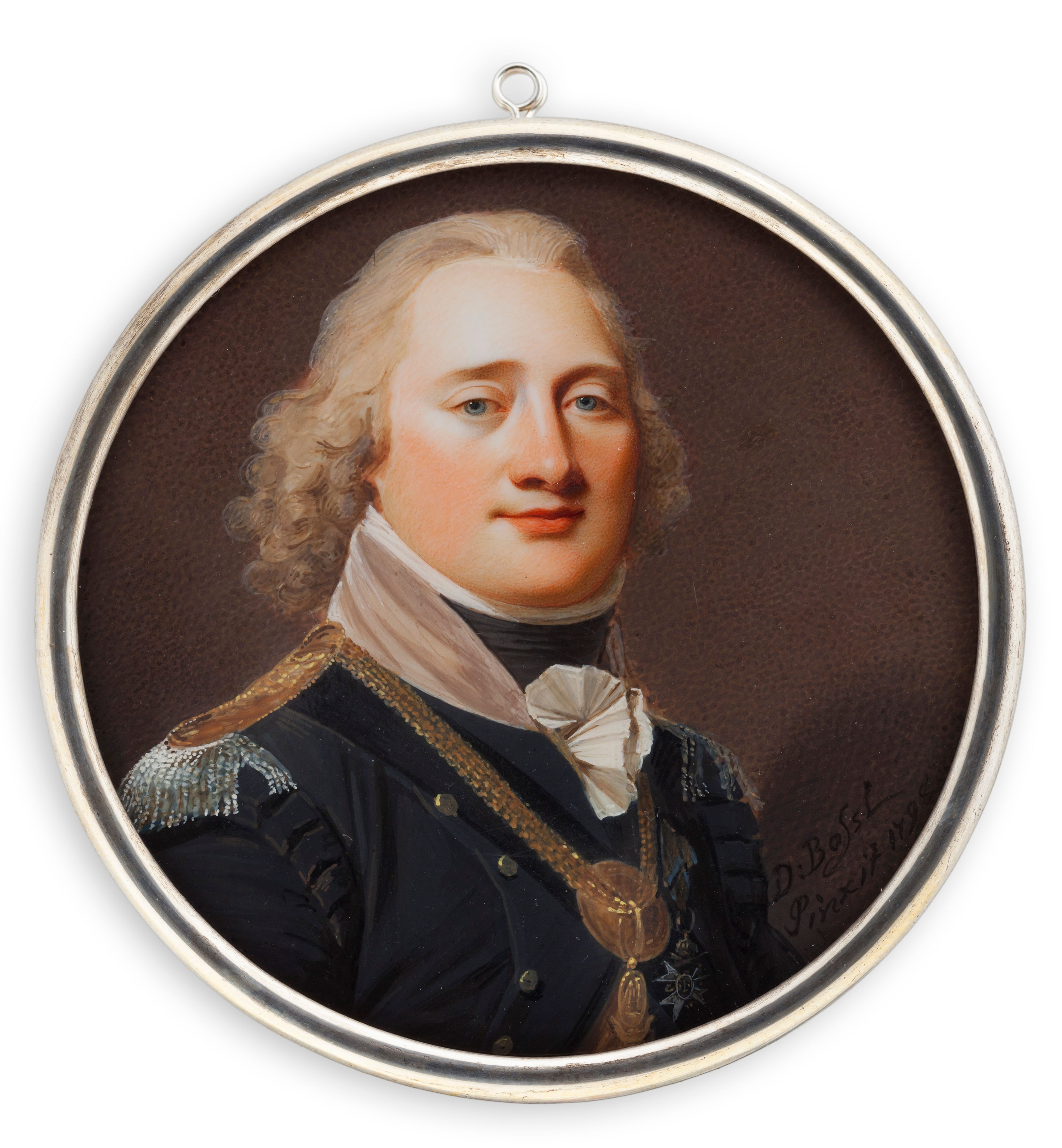
August Fredrik Palmfelt 1798

## Biografi
Palmfelt var son till majoren Gustaf Fredrik Palmfelt och friherrinnan Anna Maria Ehrensvärd. Han blev fänrik år 1783 vid Nylands infanteriregemente. Han deltog i ryska kriget 1788-90 och blev år 1789 kapten vid Södermanlands regemente. År 1790 blev han överadjutant och major i armén samt 1795 generaladjutant av flygeln och överstelöjtnant i armén, varpå 1796 följde en utnämning till överste för åbo läns infanteriregemente.
År 1803 blev han vice landshövding i Åbo och Björneborgs län. Han deltog i 1807 års krig i svenska Pommern och blev vid finska krigets utbrott år 1808 chef för första brigaden, men utmärkte sig enbart i slaget vid Alavo. Sin egentliga ryktbarhet fick Palmfeldt genom kapitulationen i Kalix. Tidigt nog synes han gjort sig hemmastadd med strävandet att på bästa möjliga villkor skapa Finland en ny ställning genom underhandling med fienden. Överbefälhavaren Hans Henrik Gripenberg, som saknade högre militär utbildning och språkkunskaper, var vid underhandlingarna med ryssarnas emissarier fullständigt underkastad Palmfelts inflytande. Kapitulationsurkunden blev verklighet: Det är också möjligt att Palmfeldt gärna såg att Sverige skrev under kapitulationen, vissa källor spekulerar även i ifall Palmfelt stod i brottslig förbindelse med fienden.
Palmfelt erhöll år 1810 avsked ur svensk tjänst och fick samma år rysk generalmajors rang. År 1812 blev han inspektör för den nybildade finska milisen och inkallades i regeringskonseljen. Palmfelt dog under en resa i Stockholm 1814.